# 胶囊衣柜

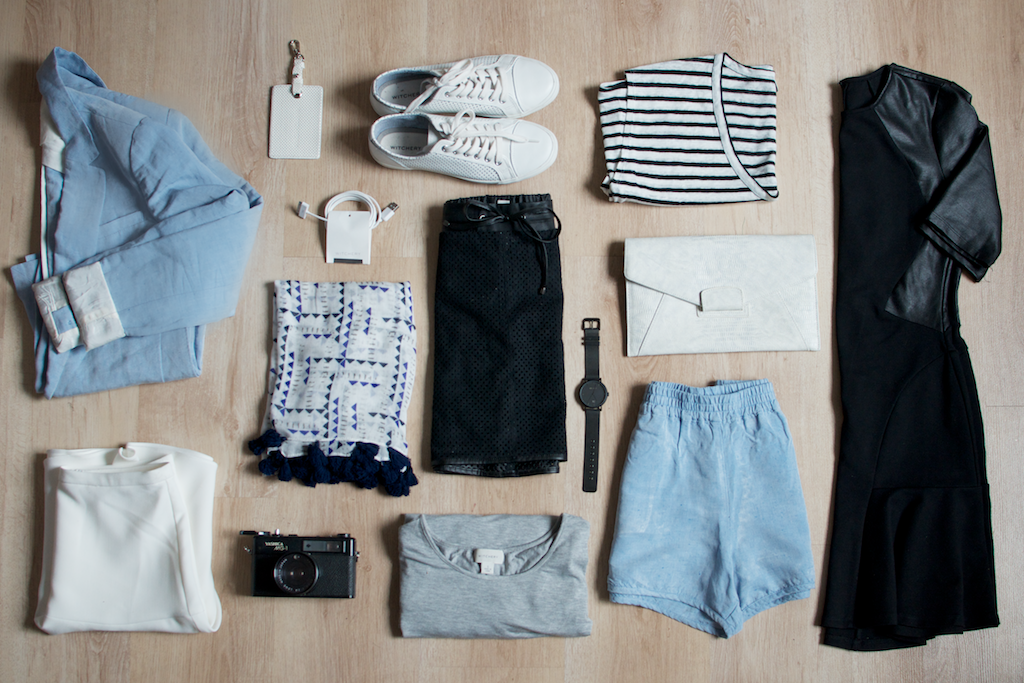
一个旅行版胶囊衣柜范例。

胶囊衣柜（英語：Capsule Wardrobe）指的是一系列仅由可互相替换时装单品所组成衣服，以便以最少程度的服装单品来搭配出最多程度的造型数量；其目的是在不拥有过多衣服的前提下，尽量满足所有场合的穿搭需求。 因此，这通常被认为需要购置颜色协调的“关键”或“主要”时装单品来实现。
胶囊衣柜这一名词早在1940年代就出现在美国的出版物中，但当初的概念指的是一个数量较少并用于一起穿着的时装设计系列，其颜色和款式相对协调一致。伦敦精品店“衣柜（Wardrobe）”的老板苏西·福（Susie Faux）在1970年代又重提了这一个名词。根据苏西的说法，胶囊衣柜是一个由不会过时的基本款服装所组成的集合，例如裙子、裤子和外衣等，再搭配一些季节性的时尚单品。 1985年，美国时尚设计师唐娜·卡兰推广了这一想法;她发布了一个颇具影响力的胶囊衣柜系列，其中包含七件可互换的工作服。